# Fabrication dans le noir
Pour les articles homonymes, voir Lights Out.

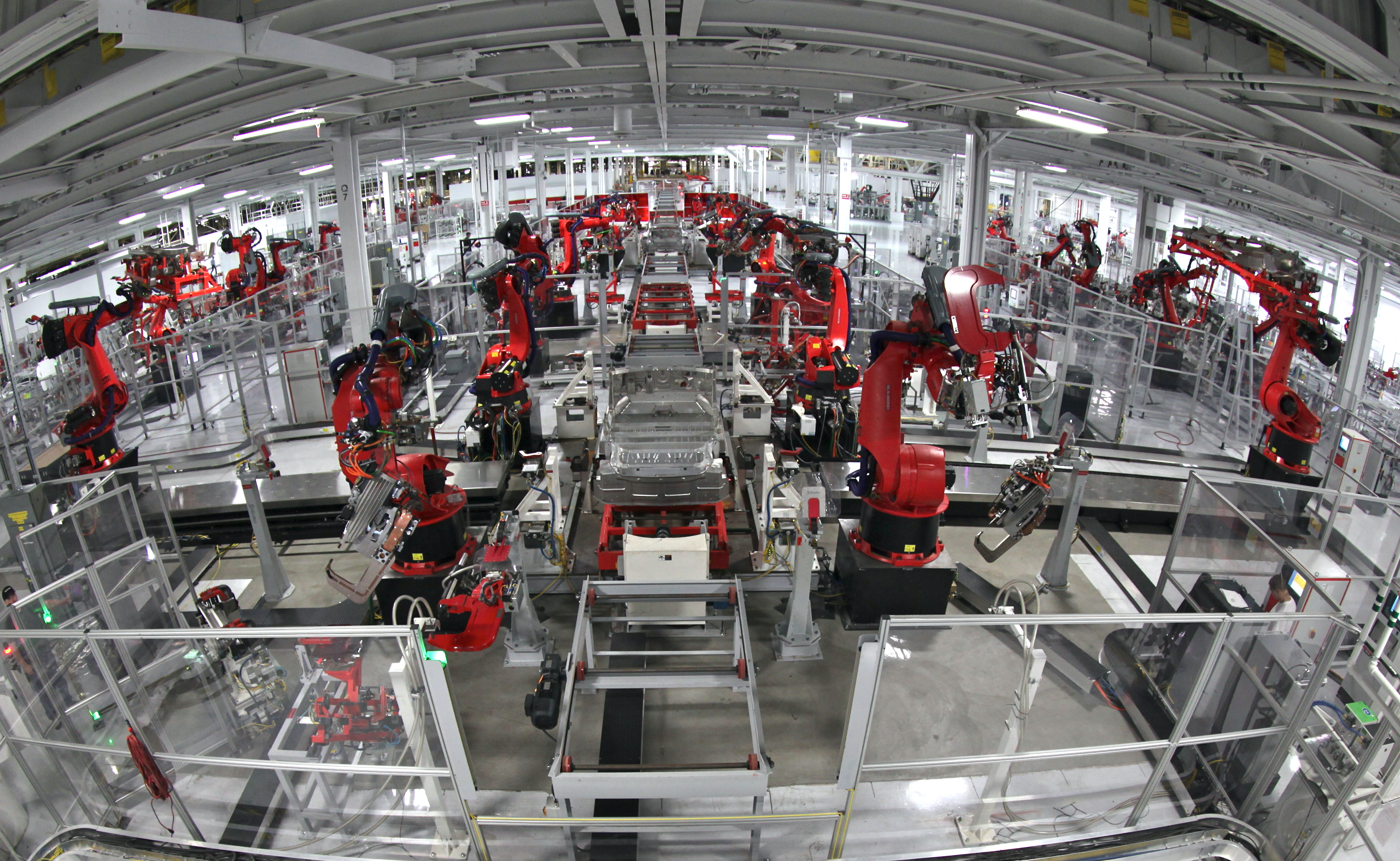
Une usine de Tesla entièrement automatisée.

La fabrication dans le noir (en anglais : lights-out manufacturing) est une approche à la fabrication où les usines sont entièrement automatisées et n'ont besoin d'aucune présence humaine sur place. Ainsi, les usines peuvent fonctionner avec les lumières éteintes, dans le noir. De nombreuses usines sont capables d'une production dans le noir, mais très peu adoptent pleinement cette politique. Typiquement, il faut des ouvriers pour bien disposer les pièces à être travaillées dans des casiers, et enlever les pièces finies. Avec une disponibilité de plus en plus répandue des techniques nécessaires pour la fabrication dans le noir, beaucoup d'usines ont intégré un roulement dans le noir pour ajouter de la capacité ou faire des économies. Une usine automatique est un établissement où les matières premières entrent et les produits finis sortent sans (ou avec très peu de) contribution humaine,.

## Exemples
Machines-outils: Les machines-outils à commande numérique n'ont pas besoin d'une surveillance en continu, et certains modèles peuvent fonctionner sans surveillance. Quelques centres d'usinage continuent pendant la nuit ou le dimanche, mais d'autres, ayant essayé l'usinage automatisé, constatèrent une dégradation des niveaux de qualité.
Usine des robots: FANUC, le constructeur japonais de robots, a maintenu une politique d'usines dans le noir depuis 2001. Selon le vice-président Gary Zywiol, des robots construisent d'autres robots à une vitesse de 50 par période de vingt-quatre heures et peuvent continuer sans surveillance jusqu'à 30 jours. Non seulement elle est une usine dans le noir, mais on a éteint la climatisation et le chauffage.